# Bathypalaemonella delsolari
Bathypalaemonella delsolari is een garnalensoort uit de familie van de Bathypalaemonellidae. De wetenschappelijke naam van de soort is voor het eerst geldig gepubliceerd in 1983 door Wicksten & Méndez.